# Prêmio Globo de Melhores do Ano de melhor atriz coadjuvante
O Prêmio Globo de Melhores do Ano para Melhor Atriz Coadjuvante é um prêmio anual destinado a melhor interpretação feminina coadjuvante/secundária da televisão brasileira da TV Globo.
Entre 1995 e 2019, a premiação foi apresentada pelo apresentador Faustão durante o Domingão do Faustão, passando a ser realizada a partir de 2021 pelo Domingão com Huck sob o comando do apresentador Luciano Huck.

## Vencedoras e indicadas
|  | Indica a vencedora |

### Década de 1990
Fonte: 
| Ano  | Intérprete           | Novela               | Personagem           |
| ---- | -------------------- | -------------------- | -------------------- |
| 1996 | Stella Miranda       | Salsa e Merengue     | Maria do Socorro     |
| 1997 | Não houve premiação. | Não houve premiação. | Não houve premiação. |
| 1998 | Eliane Costa         | Torre de Babel       | Luzineide            |
| 1999 | Lu Grimaldi          | Terra Nostra         | Leonora Miglivacca   |

### Década de 2000
Fonte : 
| Ano  | Intérprete           | Novela               | Personagem                       |
| ---- | -------------------- | -------------------- | -------------------------------- |
| 2000 | Giovanna Antonelli   | Laços de Família     | Capitulina Gomes (Capitu)        |
| 2001 | Zezé Polessa         | Porto dos Milagres   | Amapola Ferraço                  |
| 2002 | Letícia Sabatella    | O Clone              | Latiffa El-Adib Rachid           |
| 2002 | Eliane Giardini      | O Clone              | Nazira Rachid                    |
| 2002 | Solange Couto        | O Clone              | Jurema "Dona Jura" Cordeiro      |
| 2003 | Vanessa Gerbelli     | Mulheres Apaixonadas | Fernanda Machado                 |
| 2003 | Nair Bello           | Kubanacan            | Dolores Caldéron                 |
| 2003 | Regiane Alves        | Mulheres Apaixonadas | Dóris de Souza Duarte            |
| 2004 | Leandra Leal         | Senhora do Destino   | Maria Cláudia Tedesco            |
| 2004 | Ana Beatriz Nogueira | Celebridade          | Ana Paula Mello Diniz            |
| 2004 | Rosi Campos          | Da Cor do Pecado     | Edilásea "Mamuska" Sardinha      |
| 2005 | Fernanda Souza       | Alma Gêmea           | Myrna Gonçalves da Silva         |
| 2005 | Camila Morgado       | América              | May Johnson                      |
| 2005 | Drica Moraes         | Alma Gêmea           | Olívia Médici                    |
| 2006 | Cléo Pires           | Cobras & Lagartos    | Letícia Pacheco                  |
| 2006 | Marjorie Estiano     | Páginas da Vida      | Marina Andrade de Martins Rangel |
| 2006 | Totia Meireles       | Cobras & Lagartos    | Silvana Salgado Munhoz           |
| 2007 | Fernanda Machado     | Paraíso Tropical     | Joana Veloso Schneider           |
| 2007 | Isabela Garcia       | Paraíso Tropical     | Dinorah Brandão Martelli         |
| 2007 | Vera Holtz           | Paraíso Tropical     | Marion Novaes                    |
| 2008 | Isis Valverde        | Beleza Pura          | Rakelli dos Santos Saldanha      |
| 2008 | Alinne Moraes        | Duas Caras           | Maria Sílvia Pessoa Barreto      |
| 2008 | Lília Cabral         | A Favorita           | Catarina Coppola Monteiro        |
| 2009 | Dira Paes            | Caminho das Índias   | Norma "Norminha" Almeida         |
| 2009 | Cléo Pires           | Caminho das Índias   | Surya Ananda                     |
| 2009 | Letícia Sabatella    | Caminho das Índias   | Yvone Magalhães                  |

### Década de 2010
Fonte: 
| Ano  | Intérprete           | Novela            | Personagem                                      |
| ---- | -------------------- | ----------------- | ----------------------------------------------- |
| 2010 | Irene Ravache        | Passione          | Clotilde "Clô" Souza e Silva                    |
| 2010 | Gabriela Duarte      | Passione          | Jéssica da Silva Rondelli                       |
| 2010 | Vera Holtz           | Passione          | Maria Candelária “Candê” Lobato                 |
| 2011 | Cássia Kis           | Morde & Assopra   | Dulce Maria Pereira Duarte                      |
| 2011 | Deborah Secco        | Insensato Coração | Natalie Lamour                                  |
| 2011 | Júlia Lemmertz       | Fina Estampa      | Ester Wolkhoff                                  |
| 2012 | Isis Valverde        | Avenida Brasil    | Suellen                                         |
| 2012 | Eliane Giardini      | Avenida Brasil    | Muricy Araújo                                   |
| 2012 | Vera Holtz           | Avenida Brasil    | Lucinda                                         |
| 2013 | Elizabeth Savalla    | Amor à Vida       | Márcia do Espírito Santo                        |
| 2013 | Fabiana Karla        | Amor à Vida       | Perséfone Fortino                               |
| 2013 | Giulia Gam           | Sangue Bom        | Bárbara Ellen                                   |
| 2014 | Drica Moraes         | Império           | Cora dos Anjos Bastos                           |
| 2014 | Andréia Horta        | Império           | Maria Clara Medeiros                            |
| 2014 | Marina Ruy Barbosa   | Império           | Maria Ísis Ferreira da Costa                    |
| 2015 | Grazi Massafera      | Verdades Secretas | Larissa Ramos                                   |
| 2015 | Bruna Linzmeyer      | A Regra do Jogo   | Belisa Stewart                                  |
| 2015 | Cássia Kis           | A Regra do Jogo   | Djanira dos Santos                              |
| 2016 | Camila Queiroz       | Êta Mundo Bom!    | Mafalda Pereira Leitão                          |
| 2016 | Dira Paes            | Velho Chico       | Beatriz de Souza                                |
| 2016 | Juliana Paiva        | Totalmente Demais | Sandra Matoso (Cassandra)                       |
| 2017 | Débora Falabella     | A Força do Querer | Irene Steiner / Solange Lima                    |
| 2017 | Elizangela           | A Força do Querer | Aurora Duarte                                   |
| 2017 | Zezé Polessa         | A Força do Querer | Edinalva Ferreira                               |
| 2018 | Letícia Colin        | Segundo Sol       | Rosa Câmara                                     |
| 2018 | Giovanna Lancellotti | Segundo Sol       | Rochelle Athayde                                |
| 2018 | Tatá Werneck         | Deus Salve o Rei  | Lucrécia de Vilarosso Monferrato                |
| 2019 | Fabiula Nascimento   | Bom Sucesso       | Mariana Prado Monteiro Cabral (Nana)            |
| 2019 | Agatha Moreira       | A Dona do Pedaço  | Josiane Ramirez Sobral Matheus (Jô)             |
| 2019 | Paolla Oliveira      | A Dona do Pedaço  | Virgínia Sobral Ramirez / Andrade Guedes (Vivi) |

### Década de 2020
Fonte: 
| Ano  | Intérprete                       | Novela                           | Personagem                          |
| ---- | -------------------------------- | -------------------------------- | ----------------------------------- |
| 2020 | Não houve premiação.             | Não houve premiação.             | Não houve premiação.                |
| 2021 | A categoria não foi apresentada. | A categoria não foi apresentada. | A categoria não foi apresentada.    |
| 2022 | Bella Campos                     | Pantanal                         | Ruth de Lourdes (Muda)              |
| 2022 | Bárbara Paz                      | Além da Ilusão                   | Úrsula Alves                        |
| 2022 | Camila Morgado                   | Pantanal                         | Irma Braga Novaes                   |
| 2023 | Tatá Werneck                     | Terra e Paixão                   | Anely do Carmo                      |
| 2023 | Renata Sorrah                    | Vai na Fé                        | Wilma Campos                        |
| 2023 | Thalita Carauta                  | Todas as Flores                  | Mauritânia Carvalho Munhoz          |
| 2024 | Daphne Bozaski                   | Família É Tudo                   | Lupita Maria Del Rosario de La Cruz |
| 2024 | Drica Moraes                     | Volta por Cima                   | Joyce Góis de Macedo                |
| 2024 | Edvana Carvalho                  | Renascer                         | Inácia de Jesus Galvão              |

## Estatísticas e recordes
| Sub-categoria                                     | Melhor Atriz Coadjuvante | Melhor Atriz Coadjuvante |
| ------------------------------------------------- | --- | ------------------------ |
| Atriz com mais prêmios                            | Isis Valverde (2) |                          |
| Atrizes com mais indicações                       | Vera Holtz (3), Drica Moraes (3), Cássia Kis (2), Cleo (2), Deborah Secco (2), Dira Paes (2), Eliane Giardini (2), Elizabeth Savalla (2), Isis Valverde (2), Tatá Werneck (2), Camila Morgado (2), Zezé Polessa (2) |                          |
| Atrizes com mais indicações sem nunca ter ganhado | Vera Holtz (3), Deborah Secco (2), Eliane Giardini (2) |                          |
| Atriz mais jovem a ganhar                         | Fernanda Souza com 21 anos por Alma Gêmea (2005) |                          |
| Atriz mais jovem a ser indicada                   | Marina Ruy Barbosa com 19 anos por Império (2014) |                          |
| Atriz mais velha a ganhar                         | Irene Ravache com 66 anos por Passione (2010) |                          |
| Atriz mais velha a ser indicada                   | Nair Bello com 72 anos por Kubanacan (2003) |                          |
| Atriz estrangeira indicada                        | Giulia Gam da Itália por Sangue Bom (2013) |                          |